# Намський улус
Намський улус (якут. Нам улууhа, рос. Намский улус) — муніципальний район у центральній частині Республіки Саха (Якутія). Адміністративний центр — с. Намці. Утворений у 1930 році.

## Населення
Населення району становить 23 485 осіб (2014).

## Адміністративний поділ
Район адміністративно поділяється на 19 муніципальних утворень, що об'єднують 24 села.

## Відомі особистості
В улусі народився:
- Винокуров-Чагилган Ілля Дорофійович (1914—1952) — якутський поет.